# Ayres Marchetti
Genésio Ayres Marchetti (Rodeio, 30 de março de 1938— São Paulo, 12 de dezembro de 2020) é um empresário e político brasileiro, foi o fundador do Clube Atlético de Ibirama.

## Vida pessoal
Filho de Alma Marchetti e Manoel Marchetti, é o segundo filho mais velho entre a família de quatro irmãos. Aos 11 anos, saiu de casa para estudar em um internato. Mais tarde, concluiu os estudos, básico e científico, no Colégio Dom Bosco, em Rio do Sul e no Colégio Santo Antônio, em Blumenau.
Em 1965 formou-se Bacharel em Ciências Econômicas pela Faculdade de Ciências Econômicas da UFPR.
É casado com Maira Dopke Marchetti, pai de cinco filhos (Marysol, Fábio, Thais, Ximenes e Bruna) e avô de 8 netos.
Atualmente é diretor-presidente na empresa Manoel Marchetti Indústria e Comércio Ltda, que opera o ciclo completo no ramo madeireiro e conta com aproximadamente 800 colaboradores.
Faleceu dia 12 de dezembro de 2020, vítima do Novo Coronavírus. (http://www.jatv.com.br/morre-o-empres%C3%A1rio-gen%C3%A9sio-ayres-marchetti-1.2285347 ).

## Cargos e funções públicas
Ayres Marchetti assumiu os seguintes cargos: 
- Prefeito municipal de Ibirama de 2001 até 2004[4], reeleito para o segundo mandato de 2005 até 2008.[5]
- Secretário de Estado do Desenvolvimento regional de 2011 até 2012.[6][7]
- Suplente do senador Dário Berger.

## Outras funções
- Conselheiro do CIESC/FIESC - Federação das Indústrias do Estado de Santa Catarina.
- Presidente do Sindicato das Indústrias da Construção e do Mobiliário de Ibirama.
- Presidente do Clube Atlético Hermann Aichinger de Ibirama.

## Ações como prefeito de Ibirama
Entre as atividades desenvolvidas em seu mandato, destacam-se os investimentos na valorização do turismo de esportes radicais e de aventura na cidade de Ibirama.
Ainda nesse sentido, promoveu em 2007 a primeira Festa da Natureza e dos Esportes Radicais (FENAESPOR), buscando parcerias com o Governo do Estado de SC como forma de desenvolver o potencial turístico da região.
Ao mesmo tempo, executou obras de pavimentação asfáltica e firmou convênio para promover estudos sobre o sistema viário da cidade.
Na economia, estimulou a qualificação e inserção de jovens no mercado de trabalho por meio do Consórcio Social da Juventude (CSJ), referente ao Programa Nacional de Estímulo ao Primeiro Emprego.
Entusiasta do esporte, apoiou atletas do município de Ibirama, fomentando o esporte de base por meio do auxílio na organização de eventos e transporte público para competições.
Na área da saúde, inaugurou um Posto Médico de Saúde na comunidade de Ribeirão Areado.
Na área da educação, conseguiu apoio do Governo Estadual para criar o Centro de Ensino do Alto Vale do Estado, com sede administrativa em Ibirama, da Universidade do Estado de Santa Catarina (UDESC). As atividades do Centro iniciaram em 1 de janeiro de 2007.

## Ligação com o esporte

### Carreira profissional
Como jogador profissional de futebol, atuou em equipes de Santa Catarina, Paraná e Rio Grande do Sul. Dentre elas destacam-se o Grêmio Esportivo Olímpico de Blumenau, Internacional de Lages, Clube Esportivo Aimoré de São Leopoldo, Internacional e Cruzeiro de Porto Alegre e Clube Atlético Ferroviário de Curitiba, futuro Paraná Clube. Já como amador, encerrou sua carreira no Atlético de Ibirama. Como principais conquistas destacam-se o Campeonato Estadual pelo Olímpico de Blumenau na década de 60 e o Campeonato Paranaense pelo Ferroviário de Curitiba, na mesma década.

### Direção e apoio
Como dirigente destaca-se pela sua liderança e apoio em diversos esportes, dentre eles:
Futebol
Presidente, principal articulador e patrocinador do Clube Atlético Hermann Aichinger de Ibirama desde o ano de 1991. À frente do Atlético de Ibirama conquistou o Campeonato Estadual de Amadores em 1992, foi Campeão Catarinense de Futebol Profissional da 2ª Divisão em 1993, já na 1ª Divisão teve participação elogiável, sempre disputando de igual com equipes de grandes cidades.
Em 2001, após um período licenciado do futebol profissional, disputou novamente o Campeonato da 2ª Divisão de Profissionais de SC e sagrou-se Bicampeão. De lá para cá vem disputando o Campeonato Estadual da 1ª Divisão, tendo conquistado por dois anos consecutivos o vice-campeonato, em 2004 e 2005.
No tocante aos investimentos no Clube, construiu uma arquibancada coberta para 1.200 pessoas noano de 1994 e concluiu no ano de 2003 uma nova arquibancada (social) com capacidade para 1.300espectadores.
Mantém também, em parceria com o Clube XV de Novembro de Indaial, as equipes de juvenil e junioresque atualmente disputam o Campeonato Estadual.
Motociclismo
Manteve uma equipe de motovelocidade no período de 1987 a 1991 nas Categorias 125cc,350cc e Força Livre, conquistando quatro títulos estaduais.
Automobilismo
Participou com uma equipe de StockCar nos campeonatos estaduais na década de 80.
Ciclismo
Patrocina o ciclista Nataniel Giacomozzi, bicampeão brasileiro na modalidade Mountain Bike Down Hill, com participações em competições internacionais. Giacomozzi também é hexacampeão catarinense (1998/ 2000/ 2002/ 2004/ 2008/ 2009).